# Pseudotropheus crabro
Espèce
Statut de conservation UICN

 LC  : Préoccupation mineure
Pseudotropheus crabro est une espèce de poissons d'eau douce de la famille des Cichlidae (ordre des Cichliformes). Il vit dans les eaux douces du lac Malawi, en Afrique de l'Est. Il est coloré, avec une nageoire dorsale bleutée et des flancs aux rayures brunes à noires sur fond Brun-orangé à jaune. Les mâles dominants deviennent plus sombres en grandissant.

## Répartition
Ce poisson est endémique du lac Malawi, et ce sur les territoires du Malawi, du Mozambique et de la Tanzanie.

## Systématique
Le nom valide complet (avec auteur) de ce taxon est Pseudotropheus crabro (Ribbink & Lewis, 1982).
L'espèce a été initialement classée dans le genre Melanochromis sous le protonyme Melanochromis crabro Ribbink & Lewis, 1982.
Pseudotropheus crabro a pour synonymes :
- Maylandia crabro (Ribbink & Lewis, 1982)
- Melanochromis crabro Ribbink & Lewis, 1982

### Étymologie
Son épithète spécifique, du latin crabro, « frelon », fait référence aux rayures jaune et noire présentes sur ses flancs rappelant celles des frelons ou des guêpes.

### Publication originale
- (en) A.J. Ribbink et D.S.C. Lewis, « Melanochromis crabro sp. nov.: a cichlid fish from Lake Malawi which feeds on ectoparasites and catfish eggs », Netherlands Journal of Zoology, Pays-Bas, vol. 32, no 1,‎ 1982, p. 72-87.